# Hylte/Halmstad VBK
Der Hylte/Halmstad Volleybollklubb (auch Hylte/Halmstad Volley) ist ein schwedischer Volleyballverein aus Hyltebruk und Halmstad. 1980 wurde der Hylte Volleybollklubb gegründet. 2012 entstand Hylte/Halmstad VBK durch eine Fusion der beiden Vereine Hylte VBK und IF Halmstad Volley.
Die Männer gewannen 1995, 1996, 2000, 2001, 2005, 2006, 2013, 2018 und 2021 die schwedische Meisterschaft. Das Frauenteam wurde 2014 und 2021 schwedischer Meister.